# Linceo (figlio di Afareo)
Linceo (in greco antico: Λυγκεύς?, Lynkéus [lyn.kěu̯s]) è un personaggio della mitologia greca. Fu principe di Messene, Argonauta e partecipò alla caccia al cinghiale calidonio.

## Genealogia
Figlio di Afareo e di Arene. Non sono noti nomi di spose o progenie.

## Mitologia
Dotato di una vista eccezionale ed in grado di vedere attraverso le cose o sottoterra fu, come il fratello Idas, un Argonauta a bordo della nave Argo e trascorse il viaggio per mare e verso la Colchide facendo la vedetta. 

Sempre con il fratello Idas partecipò alla caccia al cinghiale calidonio e fu rivale dei Dioscuri (Castore e Polluce) nella contesa di una mandria e delle promesse spose Febe ed Ileria (dette Leucippidi poiché figlie di Leucippo).

### La rivalità con i Dioscuri
La rivalità con i Dioscuri è raccontata in due versioni diverse:
Più giovane del fratello, di lui Apollodoro scrive che si ritrovò a mangiare un quarto di mucca aiutato da Idas e poi, dopo aver preso (con l'inganno) i capi migliori della mandria precedentemente razziata con i Dioscuri ed essere fuggiti, dovette combattere contro gli stessi Dioscuri furibondi per l'inganno subito da Idas. 

Vide Castore nascosto ed in procinto di uccidere il fratello e lo avvisò, e dopo che Idas lo uccise, riuscì a colpire Polluce con un sasso ma questi con la lancia lo trafisse.
Igino e Teocrito invece, scrivono che Leucippo (loro zio e padre delle Leucippidi), promise le due figlie a lui e ad Idas ma si lasciò tentare dai doni offerti dai Dioscuri ed acconsentì al matrimonio con gli ultimi due. 

Così, cercando di recuperare le due donne assieme al fratello, prese le armi ed attaccò i due rivali ma fu colpito a morte da Castore e fu seppellito dal fratello.
Dopo la sua morte (e quella successiva del fratello), la loro dinastia si estinse ed il regno del padre passò a Nestore, eccetto ciò che già apparteneva ai figli di Asclepio (Macaone e Podalirio).